# Waikari
Waikari est une petite localité de Nouvelle-Zélande située dans l’Île du Sud, dans la région de Canterbury.

## Toponymie
Waikari vient du nom Maori Wai: la rivière; kari: fossé ou tranchée? 

## Installations
L’église de sa paroisse anglicane est l’Eglise de l’Ascension, 79 Princes Street, Waikari, où William Orange (en) fut vicaire en 1920.

## Accès
La ville de Waikari est localisée sur le trajet de la route State Highway 7/S H 7 (en) près de Weka Pass (en) et était desservie par l’embranchement de chemin de fer  la  branche de Waiau (en) à partir du 6 avril 1882 jusqu’à sa fermeture le 15 janvier 1978.
La section du chemin de fer passant à travers la gorge de ‘Weka Pass’ a été sauvegardée par le Weka Pass Railway (en) et préservée pour faire fonctionner des trains entre les villes de Waipara et de Waikari.
La ville est aussi localisée près du site des grottes artistiques du peuple Māori et des peintures sur roches de la Réserve de Weka Pass (en).

## Personnalités notables
- Derek Quigley (en) (1932-), homme politique.
- Tane Norton (1942-2023), joueur de rugby.